# Gerard John Schaefer
Gerard John Schaefer (ur. 25 marca 1946 w Neenah, zm. 3 grudnia 1995 w Raiford) – amerykański seryjny morderca zwany Rzeźnikiem z Blind Creek. Skazany na dożywotnie pozbawienie wolności za morderstwa popełnione w latach 1969–1973 roku na Florydzie, gdy pracował jako policjant.
21 lipca 1972 roku Schaefer porwał dwie młode autostopowiczki. Wywiózł je swoim radiowozem do lasu i obie przywiązał do jednego z drzew. Schaefer groził dziewczynom, że je zabije lub sprzeda do domu publicznego. W pewnym momencie, został wezwany przez radio na interwencję i odjechał pozostawiając związane autostopowiczki, przysięgając wcześniej, że po nie wróci. Dziewczynom udało się rozwiązać i zgłosiły się na najbliższy posterunek policji. Obie rozpoznały później Schaefera, któremu postawiono zarzuty bezprawnego pozbawienia wolności i napaść.
Po wpłaceniu kaucji został zwolniony z aresztu. Dwa miesiące później zamordował dwie nastolatki. Obie były przed śmiercią bestialsko torturowane. Schaefer zakopał ich ciała na Hutchinson Island. Szczątki nastolatek znaleziono w kwietniu 1973 roku. Śledczym udało się ustalić, że przed śmiercią obie zostały przywiązane do drzewa. Szybko powiązano tę zbrodnię z porwaniem przez Schaefera autostopowiczek, niespełna rok wcześniej. Wydano nakaz przeszukania jego domu, wtedy znaleziono wiele przedmiotów osobistych należących łącznie do dziewięciu zamordowanych lub zaginionych przed laty kobiet. Znaleziono również biżuterię należącą do zamordowanych nastolatek.
Gerarda Johna Schaefera oskarżono tylko o dwa morderstwa, za które został skazany na dożywotnie pozbawienie wolności. 
W grudniu 1995 roku Schaefer został zadźgany przez współwięźnia, Vincenta Rivierę, w swojej celi. Riviera za tę zbrodnie został skazany na dodatkowe 20 lat pozbawienia wolności.

## Ofiary Schaefera
| L.p. | Nazwisko            | Wiek | Miejsce morderstwa | Data morderstwa      |
| ---- | ------------------- | ---- | ------------------ | -------------------- |
| 1.   | Leigh Bonadies      | 25   | Miami              | 8 września 1969      |
| 2.   | Carmen Hallock      | 22   | Fort Lauderdale    | 18 grudnia 1969      |
| 3.   | Belinda Hutchins    | 22   | Fort Lauderdale    | 4 stycznia 1972      |
| 4.   | Georgia Jessup      | 16   | Fort Lauderdale    | 27 września 1972     |
| 5.   | Susan Place         | 18   | Fort Lauderdale    | 27 września 1972     |
| 6.   | Mary Briscolina     | 14   | Fort Lauderdale    | 23 października 1972 |
| 7.   | Elsie Farmer        | 14   | Fort Lauderdale    | 23 października 1972 |
| 8.   | Collette Goodenough | 19   | Stuart             | 8 stycznia 1973      |
| 9.   | Barbara Ann Wilcox  | 19   | Stuart             | 8 stycznia 1973      |